# Hendrik Lodewijk van Nassau
Hendrik Lodewijk van Nassau (Den Haag, 30 november 1639 — Den Haag, 29 december 1639) was de tweede en jongste zoon van stadhouder Frederik Hendrik en Amalia van Solms.
Dat hij slechts een maand oud werd, was in een tijd van hoge kindersterfte niet zeer opmerkelijk. De dynastie van de stadhouders (die hoe dan ook een hachelijke machtsstrijd voerde met de Staten van de Unie, en nog niet de statuur had die zij later verwierf), kwam er niet door in gevaar: Frederik Hendrik had immers al een zoon, de latere stadhouder Willem II.
Hendrik Lodewijk is bijgezet in de grafkelder van de Nieuwe Kerk te Delft.

## Stamboom
| Grootouders                             | Willem van Oranje (1533-1584) x 1583 Louise de Coligny (1555-1620)          | Johan Albrecht I van Solms-Braunfels x Agnes van Sayn-Wittgenstein          |
| Ouders                                  | Frederik Hendrik van Oranje (1584-1647) x 1625 Amalia van Solms (1602-1675) | Frederik Hendrik van Oranje (1584-1647) x 1625 Amalia van Solms (1602-1675) |
| Hendrik Lodewijk van Nassau (1639-1639) |                                                                             |                                                                             |